# Wehranleihe
Die Wehranleihe war ein ausserordentlicher Kriegskredit über 235 Mio. Schweizer Franken, den die schweizerische Bundesversammlung 1936 für zusätzliche Rüstungsinvestitionen bewilligte. Auslöser war die Kriegsgefahr, die vom nationalsozialistischen Deutschland ausging. Initiiert wurde die Wehranleihe von Bundesrat Rudolf Minger.

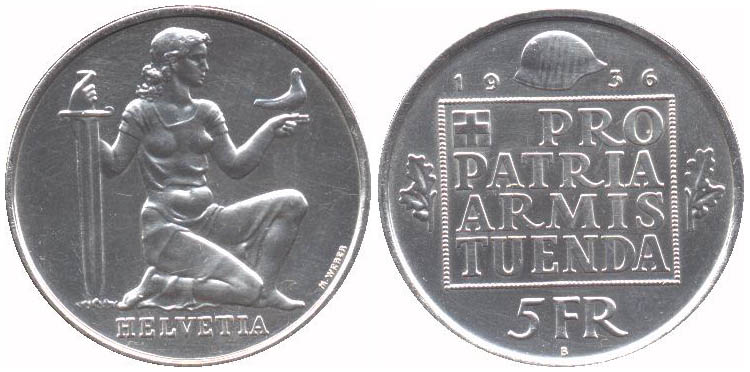
Gedenkmünze

Die Anleihen waren Wertpapiere, die zu 3 Prozent verzinst wurden und vom 21. September 1936 bis zum 15. Oktober 1936 gezeichnet werden konnten. Die Anleihen hatten einen Zinssatz, der zu damaliger Zeit mit dem von Sparbucheinlagen vergleichbar war, aber ein wenig unter dem von vorhergehenden Staatsanleihen lag. Der Staat ermöglichte aber zusätzliche Erleichterungen, wie zum Beispiel dem Wegfall der Stempelsteuer, kurzfristige Rückzahlungsmöglichkeit und eine kleine Stückelung. Da es im Jahr 1936 eine Abwertung des Schweizer Frankens gab, wurde die Wehranleihe zu einer guten Anlage, da der Börsenkurs über 100 % stieg und somit einen zusätzlichen Gewinn durch die Preissteigerung versprach. Der Staat nahm durch die Anleihen insgesamt 335 Mio. Franken ein.
Für die Wehranleihe wurde eine aufwändige Werbekampagne geführt. So wurde zum Beispiel die erste Gedenkmünze der Eidgenössischen Münzstätte herausgegeben.